# あなたのワイドショー
『あなたのワイドショー』は、1972年4月3日から1977年4月1日まで日本テレビ系列局で放送された日本テレビ製作のワイドショーである。放送時間は平日9:30 - 10:55 (JST) 。

## 概要
日本テレビの朝のワイドショー第4弾で、『朝のワイドショー ○○と90分』（○○には司会者名が入る）以来の芸能人の日替わり司会となった。そして、後の『ルックルックこんにちは』まで続き、『テレビ三面記事 ウィークエンダー』というタイトルでプライムタイムでも平行放送されるようになった「テレビ三面記事」がこの時期にスタートした。

## プロデューサー
- 細野邦彦 [1]

## 司会

### 前期
いずれも1973年3月末で降板。
- 石橋エータロー（元ハナ肇とクレージーキャッツ） - 月曜日担当。
- はかま満緒 - 火曜日・水曜日・木曜日担当。
- 柴田美保子 - 火曜日・水曜日・木曜日担当。
- 徳光和夫（当時日本テレビアナウンサー） - 火曜日・水曜日・木曜日担当。
- E・H・エリック - 金曜日担当。

### 後期
- 加藤精三（1973年4月 - 12月）→土居まさる（1974年1月 - 終了まで） - 月曜日担当。
- 芥川麻実子（1973年4月 - 12月） - 月曜日担当。
- 藤本義一 （1973年4月 - 1975年3月）→ 近江俊郎（1975年4月 - 終了まで） - 火曜日担当。
- 大沢嘉子 （1973年4月 - 終了まで）- 水曜日担当。
- 円山雅也（弁護士、1973年4月 - 終了まで） - 水曜日担当。
- 木元教子 - （1973年4月 - 終了まで）木曜日担当。
- 高松しげお（元晴乃チック・タックのタック、1973年4月 - 終了まで） - 木曜日担当。
- 田中浩 （1973年4月 - 終了まで）- 金曜日担当。

## エピソード

### 番組内のやらせインタビュー
1975年（昭和50年）12月2日放送のスト権ストに関するコーナー「違法ストにもの申す」に登場するインタビューが社外スタッフによるサクラ行為であることが労働組合の調査で発覚する。

### 生放送中に掛け軸の目が開く
1976年（昭和51年）8月20日放送の番組内コーナー「テレビ三面記事」で青森県弘前市にある正伝寺に所蔵されている「渡邊金三郎断首図」を紹介したところ、掛け軸に描かれた生首の目が放送中に動いたという問い合わせが殺到した。スタジオでは、掛け軸を事前に撮影した35ミリのカラースライドが用意され、テレビでそれを写したところ、放送後掛け軸に描かれた閉じていたはずの目玉が開いていたという視聴者からの電話がきたという。この事件は当時、大きな話題になり1976年8月24日の読売新聞にも記事が組まれたほか、現在でもバラエティ番組などで紹介されることがある。